# Eleutherodactylus rufescens
Eleutherodactylus rufescens är en groddjursart som först beskrevs av William Edward Duellman och Dixon 1959.  Eleutherodactylus rufescens ingår i släktet Eleutherodactylus och familjen Eleutherodactylidae. IUCN kategoriserar arten globalt som akut hotad. Inga underarter finns listade i Catalogue of Life.